# Aedes obturbator
Aedes obturbator är en tvåvingeart som beskrevs av Dyar och Frederick Knab 1907. Aedes obturbator ingår i släktet Aedes och familjen stickmyggor. Inga underarter finns listade i Catalogue of Life.